# María Carmen Mas Rubio
María Carmen Mas Rubio (Valencia, 30 de mayo de 1954-15 de febrero de 2024) fue una abogada y política española, diputada en las Corts Valencianes y consellera de la Generalidad Valenciana.

## Biografía
Licenciada en Derecho. Fue consejera de Bienestar Social de la Generalitat Valenciana presidida por Eduardo Zaplana, entre julio de 1999 y mayo de 2000. A continuación fue Delegada del Gobierno a la Comunidad Valenciana, cargo que ocupó hasta abril de 2002, siendo sustituida por Francisco Campos. María Carmen Mas fue diputada en las Cortes Valencianas por el Partido Popular de la Comunidad Valenciana en las elecciones de 1995 y 1999.
Posteriormente se incorporó a los negocios inmobiliarios como consejera delegada de la empresa alicantina de Enrique Ortiz.